# Facciotti
Les Facciotti ou Facciotto sont une famille d'imprimeurs et de libraires italiens de la Renaissance.
Guglielmo Facciotti ou Facciotto naquit à Gattinara (Piémont) vers 1560. Il établit son imprimerie à Rome à partir de 1592. En 1595, Facciotti épouse la fille du maître imprimeur Francesco Zannetti. Son imprimerie est située à proximité immédiate de la place Capranica, le long de la via delle Colonelle.
Il a publié, entre autres :
- Dialoghi intorno alle medaglie, inscrittioni et altre antichità, par Antonio Agustín, 1592 ;
- La Gerusalemme conquistata, par le Tasse, 1593 ;
- Delle relazioni universali, par Giovanni Botero, 1595 ;
- Le antichità dell'alma città di Roma, par Andrea Palladio, 1596, 1599, 1600, 1629 ;
- Roma sotterranea, par Antonio Bosio, 1632.

De 1633 à 1640, la maison est reprise par ses héritiers sous les noms : Eredi di Guglielmo Facciotto, Giacomo Facciotti e Pietro Antonio Faciotti. Giacomo Facciotti revend son imprimerie de Rome à Francesco Zannetti en juin 1638 et devient imprimeur de la ville de Tivoli.